# XYZ Films
XYZ Films é uma empresa de produção e venda de filmes americana. Foi fundada em 2008 e concentra-se em filmes B internacionais, incluindo The Raid: Redemption, The Raid 2 e On the Job. 

## Filmografia
- The Raid: Redemption (2011)[1]
- Greetings to the Devil (2011)[1]
- Frankenstein's Army (2013)[1]
- On the Job (2013)[1]
- These Final Hours (2013)[2]
- The Raid 2 (2014)[2]
- Tusk (2014)[2]
- Preservation (2014)[2]
- The Dead Lands (2014)[3]
- Dead Snow: Red vs. Dead (2014)[4]
- Pilgrimage (2015)[3]
- The Invitation (2015)[5]
- Yoga Hosers (2016)
- ARQ (2016)